# VV Ede/Victoria
VV Ede/Victoria is een op 1 juli 2002 opgerichte amateurvoetbalvereniging uit Ede, Gelderland, Nederland, en is gevestigd op “sportcomplex Hoekelumse Eng”.

## Algemeen
De voetbalvereniging Ede/Victoria is een fusie tussen vv Ede en sc Victoria '83. Op 18 februari 2002 stemde de leden van vv Ede voor een fusie en op 5 maart stemde ook de leden van sc Victoria'83 voor het voorstel. Op 1 juli 2002 zijn de twee clubs samengevoegd en ging verder onder de naam vv Ede/Victoria. Om de kleuren van beide fusieclubs te behouden, bestaat het tenue uit een combinatie van twee tenue's. De club komt na de fusie uit in een oranje shirt, blauwe broek en blauwe kousen.

## Standaardelftallen

### Zaterdag
Het standaardelftal speelt in het seizoen 2023/24 in de Vijfde klasse zaterdag van het KNVB-district Oost.

#### Competitieresultaten 2003–2018
| 2 4A |

| 3 4A |

| 1 4A |

| 12 3A |

| 5 4B |

| 12 4B |

| 12 4B |

| 9 4B |

| 10 4B |

| 2 4A |

| 4 4A |

| 9 4B |

| 14 4G |

| 7 4B |

| 10 4H |

| 5 4H |

| 6 4B |

| 8 4C |

| Derde klasse | Vierde klasse |

### Zondag

#### Competitieresultaten 2003–2005
| 8 6D |

| 11 6D |

| 12 6C |

| Zesde klasse |

## sc Victoria’83
Sportclub Victoria werd oorspronkelijk opgericht op 2 april 1975 onder de naam Victoria Vesta. De voetbalvereniging dankt zijn naam aan de verzekeringsmaatschappij Victoria Vesta, die in Ede gehuisvest is. De vereniging gaat spelen op het complex aan de Hoefweg in Ede. De club bestaat vooral uit medewerkers van Victoria Vesta. In mei 1983 werd besloten dat de voetbalvereniging losgekoppeld werd van de verzekeringsmaatschappij en voetbalde vervolgens onder de naam sc Victoria’83. Ook werd er in dat jaar een clubhuis geplaatst op het complex waar de vereniging deed voetballen. In 1987 verhuist de vereniging naar het nieuwe sportpark De Hoekelumse Eng.
De club kwam uit in de zaterdagafdeling van het amateurvoetbal.

#### Competitieresultaten 1997–2002
| 11 4A |

|  |

|  |

| 12 4B |

|  |

|  |

|  |

|  |

|  |

|  |

| 5 4A |

| 3 4B |

| 12 3A |

| 9 3A |

| 7 3A |

| 12 3A |

| 2 4A |

| 5 4A |

| 6 4A |

| Derde klasse | Vierde klasse |

## vv Ede
Voetbalvereniging EVV Ede werd opgericht op 1 mei 1920. De eerste accommodatie waarop gevoetbald werd gehuurd van cultureel centrum De Reehorst. In 1923 fuseerde de voetbalvereniging met de voetbalclub T.O.V.O.L., een andere voetbalclub uit Ede. De nieuwe naam werd voetbalvereniging en atletiekvereniging Ede. De club ging in het zelfde jaar op een andere locatie spelen, namelijk aan de Sportlaan in Ede.
Ede werd als eerste kampioen in het seizoen 1926/27. In het jaar 1928/29 werd promotie naar de derde klasse afgedwongen. In 1930 is de club weer gedegradeerd naar de vierde klasse. Na de Tweede Wereldoorlog promoveerde de club in 1946 naar de tweede klasse. Ook werd er in 1946 een supportersvereniging. In de jaren hierna werd er vooral gespeeld in de Tweede Klasse. In het seizoen 1956/57 degradeerde de ploeg uit de Tweede klasse en ging weer voetballen in de Derde Klasse. De jaren hierna kwam de club in een opmars, met als hoogtepunt het seizoen 1973/74 waarin de club promotie naar de Hoofdklasse heeft afgedwongen. Na enkele jaren in de Hoofdklasse te hebben gespeeld, degradeerde de club in het seizoen 1978/79 naar de Eerste klasse om het jaar daarop weer te degraderen naar de Tweede Klasse. Na het seizoen 84/85 kwam de club in een vrije val terecht en degradeerde tussen 1983 en 1990 tot aan de Vierde klasse.
De club kwam uit in de zondagafdeling van het amateurvoetbal.

### Competitieresultaten 1925–2001
| 5 4C |

| 5 4C |

| 1 4D |

| 2 3D |

| 7 3D |

| 8 3D |

| 4 4C |

| 6 4C |

| 2 4D |

| 1 4D |

| 5 3C |

| 4 3C |

| 3 3C |

| 4 3C |

| 7 3C |

| 2 |

| 2 3E |

| 1 3E |

| 1 3F |

| 6 3F |

|  |

| 1 3H |

| 3 2C |

| 6 2C |

| 8 2C |

| 8 2C |

| 11 2B |

| 6 2B |

| 8 2B |

| 11 2B |

| 12 2A |

| 5 2B |

| 12 2B |

| 3 3D |

| 4 3D |

| 1 3D |

| 5 2A |

| 3 2A |

| 7 2A |

| 8 2A |

| 3 2A |

| 5 2A |

| 4 2A |

| 8 2A |

| 2 2A |

| 1 2A |

| 4 1D |

| 1 1D |

| 3 1D |

| 2 1D |

| 4 B |

| 5 B |

| 10 B |

| 9 B |

| 13 B |

| 12 1D |

| 4 2A |

| 1 2A |

| 6 1D |

| 10 1D |

| 12 1D |

| 10 2A |

| 10 3D |

| 9 3D |

| 11 3D |

| 8 4F |

| 11 4F |

|  |

|  |

|  |

|  |

|  |

|  |

|  |

| 8 5F |

| 4 5F |

| 12 4F |

| Hoofdklasse | Eerste klasse | Tweede klasse | Derde klasse | Vierde klasse | Vijfde klasse | Noodcompetitie |

In elke staaf van de grafiek staat van boven naar beneden vermeld: 
- Eindnotering

Dit is de positie die de club heeft bereikt in de competitie, zonder eventuele beslissings-, play-off- of nacompetitiewedstrijden die nodig zijn geweest om bijvoorbeeld de kampioen van de competitie te bepalen.
Indien een * achter het getal staat is de notering een tussenstand en kan het zijn dat de notering niet overeenkomt met de uiteindelijke eindstand van de competitie.
Staat er een - dan is het seizoen nog bezig en is er geen definitieve uitslag bekend.
Staat er xx op de positie van de notering, dan heeft de club vroegtijdig de competitie verlaten. Dit kan onder andere komen door terugtrekking van het team, faillissement van de club of door een uitgedeelde straf van de KNVB. In veel gevallen staat elders in het artikel de reden vermeld.
Staat er een ? dan is het resultaat uit het verleden onbekend, en is alleen de competitie of het niveau bekend van dat seizoen.
In de seizoenen 2019/20 en 2020/21 werd wegens de coronacrisis het amateurvoetbal afgebroken. Daardoor kennen deze staven geen eindklassering (middels -- weergegeven).
- Competitieniveau en afdelingsletter of Officiële eindstand Eredivisie
  - Competitieniveau en afdelingsletter

Hierbij geeft het getal het niveau weer, dat ook terug te vinden is in de legenda. De letter is de afdelingsaanduiding en wordt gebruikt wanneer er meer afdelingen zijn op hetzelfde niveau. De afdelingsletter is altijd een hoofdletter en wordt meestal zonder nummer gebruikt.
Voorbeeld: 2F is niveau 2e klasse competitie F.
Het competitieniveau en nummer wordt niet vermeld wanneer er slechts één competitie van dit niveau was.
  - Officiële eindstand Eredivisie (getal staat tussen haakjes vermeld)

Sinds de introductie van play-offwedstrijden voor Europees voetbal na afloop van de reguliere competitie in 2005/06, is de KNVB verplicht een eindstand van de Eredivisie door te geven aan de UEFA aan de hand van deze play-offwedstrijden.
Bij deze eindstand staan clubs die zich hebben gekwalificeerd voor Europees voetbal hoger dan clubs die zich niet wisten te kwalificeren. Indien er geen verschil was tussen de eindnotering en de officiële eindstand, staat dit getal niet vermeld.

- Onderafdeling

Hier staat afgekort de naam van de onderafdeling indien de club in dat jaar in een onderafdeling uitkwam. Tevens staat deze afkorting in de legenda en wordt gelinkt naar het artikel over deze onderafdeling. Deze afkorting wordt alleen vermeld wanneer de club in het verleden in verschillende onderafdelingen heeft gespeeld. Deze vermelding is in de staaf altijd in kleine letters. Deze onderafdelingen zijn na het seizoen 1995/96 afgeschaft. Heeft de club in slechts één onderafdeling gespeeld, dan is dit alleen terug te vinden in de legenda.
Onder de staaf staat het jaartal vermeld waarin het seizoen is afgesloten. 15 verwijst naar het seizoen 2014/15 of eventueel het seizoen 1914/15.
Wanneer een staaf leeg is, zijn deze gegevens niet bekend. Het kan ook zijn dat de club dat seizoen niet heeft meegespeeld op het hogere amateurniveau, vroegtijdig de competitie heeft verlaten of uit de competitie is gezet.

In het seizoen 1944/45 was er wegens de Tweede Wereldoorlog geen regulier competitievoetbal.
VV Advendo '57 · VV Bennekom · VV Blauw Geel '55 · DTS Ede · VV Ede/Victoria · KSV Fortissimo · SV Harskamp · FC Jeugd '90 · VV Lunteren · SV Otterlo · SDS '55 

Voormalig: Edesche Boys